# (32389) Michflannory
2000 QJ202 (asteroide 32389) é um asteroide da cintura principal. Possui uma excentricidade de 0.13903740 e uma inclinação de 2.75705º.
Este asteroide foi descoberto no dia 29 de agosto de 2000 por LINEAR em Socorro.